# Lorraine 37L
Der Lorraine 37L (auch «Tracteur de ravitaillement pour chars 1937 L») ist ein leicht gepanzertes Kettenfahrzeug, welches kurz vor dem Zweiten Weltkrieg als Versorgungsfahrzeug für die gepanzerten Verbände der französischen Streitkräfte entwickelt wurde und bis zur französischen Kapitulation im Juni 1940 gefertigt worden ist. Im weiteren Verlauf des Krieges wurden die erbeuteten Fahrzeuge von der Wehrmacht übernommen und teilweise zu Selbstfahrlafetten umgebaut.

## Hintergrund
Im Jahr 1939 wurde die Lorraine 37L nach und nach an die Versorgungseinheiten der Panzerbataillone ausgegeben. Zur gleichen Zeit veränderte sich die taktische Betrachtung über den Einsatz von Panzertruppen. Während der frühen 1930er-Jahre hatte die französische Militärdoktrin die Bildung von tief gestaffelten Abwehrgürteln priorisiert. Diese sollten das Einsickern der feindlichen Infanterie verhindern, um den Gegner zurückzuschlagen, noch bevor er aus dem Angriff heraus in einen Bewegungskrieg übergehen konnte. Doch musste man natürlich damit rechnen, dass der Gegner sich genauso zur Wehr setzen würde. Man war sich bewusst, dass Frankreich für einen neuartigen Bewegungskrieg weniger gut vorbereitet war als der voraussichtliche Gegner Deutschland. Die Panzertruppe der französischen Infanterie war deshalb sehr mit dem unerfreulichen Problem beschäftigt, wie man eine vergleichbare Verteidigung mit mehreren Abwehrgürteln durchbrechen konnte. Dabei setzte man immer auf eine enge Zusammenarbeit mit der Infanterie. Viel weniger Aufmerksamkeit wurde dem nächsten Schritt gegönnt, dem Umfassen der gegnerischen Kräfte.

Ende der 1930er-Jahre änderte sich dies. Man hatte inzwischen eine beachtliche Anzahl moderner und gut gepanzerter Infanteriepanzer gebaut und man fühlte sich zunehmend sicherer, dass man in der Lage war die gegnerischen Linien zu durchbrechen, sofern man ausreichend Artillerie- und Luftunterstützung hatte, um in der modernen Technik der kombinierten Waffen einen Erfolg zu erzielen. Gleichzeitig wurde auch für die Politik erkennbar, dass eine große Offensive erforderlich sein würde, um das Deutsche Reich zu besiegen. Nur wenige französische Offiziere erkannten das Erfordernis, geschlossene Panzerdivisionen zu schaffen, die in der Lage wären, die Front zu durchbrechen und die Frontlücke strategisch nutzbar zu machen. Dafür würden gut ausgebildete Panzersoldaten erforderlich sein, die aber zahlenmäßig in Frankreich nicht vorhanden waren. Man erkannte, dass das «manœuvre mass» (die große Truppenbewegung) von Panzern, mit denen der Durchbruch erzwungen wurde, anschließend die feindlichen Abwehrkräfte umfassen und Gegenangriffe der gegnerischen Panzerreserve abwehren musste. Ansonsten würde das Momentum, welches durch den taktischen Durchbruch geschaffen wurde, verloren gehen. Der erreichte Durchbruch würde abgeriegelt werden und die folgenden motorisierten Divisionen und die Kavalleriepanzer-Divisionen würden nicht mehr in der Lage sein, vorzustoßen und strategische Positionen zu besetzen und dann zu halten.
Doch es ergaben sich daraus logistische Probleme. Lastkraftwagen waren nicht in der Lage, den Panzern dicht auf das Schlachtfeld zu folgen. Die in den Vorschriften hinterlegte Prozedur für die Versorgung der Panzer sah die Rückkehr der Panzer in ihre Ausgangsstellung vor, um dort aufgetankt und  aufmunitioniert zu werden. Dieses Vorgehen war in den vorhergehenden Kriegen noch möglich gewesen, da die gesamten Operationen viel langsamer verliefen, doch für die Fahrzeuggeschwindigkeit die in den 1930er-Jahren erreicht wurde, war dies nicht mehr sinnvoll. Es war klar geworden, dass es erforderlich sein würde, die Panzer auf dem Gefechtsfeld zu versorgen, damit diese so schnell wie möglich ihren Vorstoß fortsetzen konnten. Daraus ergab sich, dass Versorgungsfahrzeuge mit Kettenlaufwerk erforderlich sein würden, die mit den zu erwartenden schwierigen Geländebedingungen, wie Gräben und Granattrichtern klarkämen. Außerdem war eine Panzerung zum Schutz vor Granatsplittern erforderlich, da die Durchbruchszone sicherlich von gegnerischer Artillerie beschossen würde.

## Entwicklung
Im Jahr 1934 wurde in Frankreich entschieden, dass die unabhängigen Panzerverbände durch eigene Versorgungsfahrzeuge eine größere Operationsreichweite erhalten sollten. Man entschied die Entwicklung des Kettenschleppers Renault 36R weiter voranzutreiben und 1938 wurden letztlich 300 dieser Fahrzeuge bestellt. Doch dieses Fahrzeug war nur teilweise gepanzert und schon am 17. April 1936 wurde von der Armee offiziell eine Wunschspezifikation für ein vollständig gepanzertes Versorgungsfahrzeug veröffentlicht.
Anfang 1937 hatte Lorraine einen Prototyp fertiggestellt. Es handelte sich um eine verlängerte Ausführung des ursprünglich als Ersatz für das gepanzerte Infanterieversorgungsfahrzeug Renault UE 31 geplanten Modells. Im Februar 1937 war die Commission de Vincennes, die für die Ausrüstung der französischen Armee zuständig war, angewiesen worden, diesen Prototyp zu erproben und vor dem 1. November 1937 eine Beurteilung zu erstellen, selbst wenn die Versuche noch nicht abgeschlossen waren. Die Vorführung des Prototyps erfolgte am 9. Juli und die weitere Erprobung lief bis zum 4. August 1937. Das Fahrzeug war mit einem 2,371-Liter-Delahaye-Vierzylinder, vom Typ 124 F motorisiert. Auch wenn das Fahrzeug damit eine maximale Geschwindigkeit von 30 km/h erreichte, so fiel diese auf unbefriedigende 22,8 km/h, wenn der große Kraftstoffanhänger gezogen wurde, der für das Fahrzeug vorgesehen war. Aus diesem Grund wurde es zurück in die Fabrik geschickt. Es wurden ein leistungsstärkerer Sechszylindermotor vom Delahaye Type 135 und eine stärkere Kupplung montiert. Mit diesen Änderungen wurden vom 22. September bis zum 29. Oktober weitere Versuche durchgeführt, bei denen die gewünschte, maximale Geschwindigkeit von 35 km/h erreicht wurde.

## Produktion
Gegen Ende 1937 wurde das Fahrzeug von der Commission für die Fertigung freigegeben, diese war von dem robusten Fahrwerk sehr beeindruckt. Im September 1939 wurde entschieden, die gesamte Produktionskapazität der Laufwerke für die Fertigung der größeren Kettenschlepper zu verwenden. Hieraus lässt sich schließen, dass der kürzere Schlepper, der den UE ersetzten sollte, nicht in die Fertigung gehen sollte. Eine Bestellung über 100 dieser Schlepper wurde im September 1937 auf das größere Modell geändert.
Im Jahr 1938 wurden drei Aufträge für den Tracteur de ravitaillement pour chars 1937 L (TRC 37L) erteilt: einer über 78, einer über 100 und ein weiterer über 100 Fahrzeuge. Im Jahr 1939 folgte ein vierter über 100 Fahrzeuge und ein fünfter über 74 Fahrzeuge. Rechnet man die 100 Fahrzeuge ein, deren Bestellung auf dieses Modell geändert worden war, kommt man auf eine Gesamtbestellmenge von 552 TRC 37L.
Das erste Serienfahrzeug wurde am 11. Januar 1939 ausgeliefert und bis Kriegsbeginn, am 1. September 1939, waren 212 Fahrzeuge ausgeliefert.
Nach der Kriegserklärung wurden neue, ambitionierte Rüstungspläne erstellt, um die Vergrößerung der französischen Panzerdivisionen zu ermöglichen. Die Gesamtbestellung stieg damit auf 1012 Fahrzeuge. Vor dem Krieg hatte man mit 50 Fahrzeugen pro Monat geplant, nun erwartete man 70 Fahrzeuge. Um dies zu ermöglichen, wurde von der Firma Fouga in Béziers eine zweite Fertigungshalle für den TRC 37L errichtet. Dort wollte man anfangs zwanzig und später dreißig Fahrzeuge pro Monat montieren. Doch diese Zahlen wurden nie erreicht. So wurden zum Beispiel im Januar von Lorraine 20 Fahrzeuge und im Mai 1940 von beiden Werken 32 Fahrzeuge gefertigt. Am 26. Mai 1940 waren von 440 gefertigten Fahrzeugen 432 an die Armee ausgeliefert worden. Die Produktion lief bis zur französischen Kapitulation weiter und zwischen 480 und 490 TRC 37L konnten bis zum 25. Juni fertiggestellt werden.

## Technische Beschreibung
Aus dem Chenillette-Projekt (Renault UE) kommend, ist der Lorraine 37L ein verhältnismäßig kleines Fahrzeug, gerade einmal 1,57 m breit. Man hatte Raum geschaffen, indem das Fahrzeug auf eine Länge von 4,22 m gestreckt worden ist, was es recht länglich machte. Ohne Aufbau und Turm ist es mit 1,215 m nicht besonders hoch. Diese schmale Form und die leichte Panzerung – 9 mm für die schrägen, genieteten Platten, 6 mm für die Bodenplatte und das Dach und 12 mm für den gegossenen Bugpanzer – machen es zu einem leichten Fahrzeug. Der normale TRC 37L wiegt leer nur 5,24 t und der Anhänger hat weiter 1,2 t.
Durch das geringe Gewicht des Fahrzeugs ist das Fahrwerk im Vergleich zu anderen Fahrwerkskonzepten französischer Panzer dieser Zeit, die entweder zu kompliziert oder zu empfindlich waren, sehr robust und außergewöhnlich zuverlässig. Sechs große Laufrollen, die in drei Rollenwagen zu zwei Rädern angeordnet sind, sorgen für eine gute Gewichtsverteilung und geringen Bodendruck. Jedes horizontal gegeneinander bewegliche Rollenpaar hat zudem eine vertikale Federung durch ein umgekehrtes Blattfederpaket, dass unmittelbar unterhalb und zwischen den oberen vier Stützlaufrollen platziert ist. Die Ketten sind 22 cm breit. Das Kettentriebrad sitzt vorne und wird über ein Getriebe im Bug des Fahrzeugs angetrieben. Die beiden Besatzungsmitglieder, der Fahrer auf der linken Seite, sitzen vorne im Fahrzeug mit der Antriebswelle zwischen ihnen. Der Einstieg erfolgt über eine breite, fast horizontale Klappe, die nach vorne weg geklappt werden kann, und eine nach oben aufklappbare Platte vor dem Kopfbereich, die für eine ungehinderte Sicht auch während der Fahrt fixiert werden kann und sonst als Schutz mit Sehschlitzen dient.
Der in der Mitte positionierte Motor hat nach vorne zum Fahrerraum ein Brandschott. Der links außen liegende Auspufftopf hat einen Panzerschutz. Alle Serienfahrzeuge wurden von einem Delahaye-Type-135-Sechszylinder mit 3,556 Liter Hubraum angetrieben. Dieser leistet bei 2800 Umdrehungen 70 PS (52 kW) und ermöglicht eine Höchstgeschwindigkeit von 35 km/h beziehungsweise eine durchschnittliche Marschgeschwindigkeit von 20 km/h. Das Getriebe verfügt über fünf Vorwärts- und einen Rückwärtsgang. Die Watfähigkeit liegt bei 60 Zentimetern, die Grabenüberschreitfähigkeit bei 1,3 m und Steigfähigkeit liegt bei 50 %. Der Kraftstofftank von 114 ltr erlaubt eine Reichweite von 137 km.
Der hintere Aufbau bestand aus einem gepanzerten Ladebord, welches bis zu 810 kg beladen werden konnte, wodurch das Gewicht des Fahrzeugs auf 6,05 t steigt. Wie der Renault UE erhielt auch der TRC 37L einen gepanzerten Anhänger mit Kettenlaufwerk mit zwei Laufrollen pro Seite. Zumeist waren Tankanhänger mit einem Volumen von 565 ltr vorgesehen, welche die Panzer der eigenen Einheit versorgen sollten. An Gewicht konnte maximal 690 kg auf dem Hänger mitgeführt werden, so dass die Gesamttransportlast bei 1,5 t lag. Der Hänger alleine hatte ein Leergewicht von 1,2 t. Mit einer Breite von 1,55 m war der Hänger minimal schmaler als das Zugfahrzeug und mit einer Höhe von 1,33 m mit Tankaufbau war er sogar höher. Das Gespann hatte eine Gesamtlänge von 6,9 m. Auf dem Trailer wurden in der Regel die Kraftstoffpumpe vom Typ „Vulcano“, Kanister mit Schmierölen, Schmierfette, Wasser und ein Sortiment an Ersatzteilen für die Wartungsmannschaften der Panzer mitgeführt.
Die Lorraine 37L der französischen Armee waren in der grünen Standardfarbe gehalten, auf der braune Flecken in der Farbe „Dunkle Erde“ gesprüht waren.

## Varianten
Der Lorraine 37L bot sich für eine Reihe von unterschiedlichen Aufgaben an, was zu weiteren Versionen führte. Neben den in der Folge aufgeführten Haupttypen gab es weitere Spezialfahrzeuge. Aufgrund der kurzen Produktionszeit sind jedoch von keinem solchen Fahrzeug mehr als einzelne Prototypen gefertigt worden. Erwähnt werden ein Befehlsfahrzeug und ein Funkpanzer, das Voiture de transmissions blindée sur TRC Lorraine 37 L ER.

### VBCP 38L
Das erste weitere Modell, das auf dem TRC 37L entwickelt wurde, war ein gepanzerter Mannschaftstransporter, das Voiture Blindée de Chasseurs Portés 38L. Wie der TRC 37L erhielt das Fahrzeug einen gepanzerten Anhänger. Das Fahrzeug war für 12 Mann Besatzung ausgelegt, der Fahrer und ein weiterer Mann vorne, vier Mann auf der ehemaligen Ladefläche der Zugmaschine und weitere sechs Mann im Anhänger. Um die Infanteristen zu schützen, wurde ein kastenförmiger Aufbau für Ladefläche und Anhänger geschaffen, der in beiden Fällen nach hinten zu öffnende Klappen hatte. Der VBCP 38L war durch den Kastenaufbau etwas größer, mit einer Höhe von 1,74 m und einer Breite von 2,06 m. Die Zugmaschine VBCP 38L hatte beladen ein Gesamtgewicht von 7,7 t.

Insgesamt wurden 240 VBCP 38L bestellt, davon waren am 1. September 1939 erst 9 Fahrzeuge ausgeliefert. Bis zum 25. Juni 1940 stieg die Zahl auf 150 Fahrzeuge. Angesichts des drohenden Krieges war der Auftrag erteilt worden, ohne das Fahrzeug zuvor zu testen. Während der Schlacht um Frankreich hatte nur Frankreich mit diesem Fahrzeug einen „Schützenpanzer“ beziehungsweise einen gepanzerten Mannschaftstransporter mit Kettenantrieb. Die Fahrzeuge waren für die «Bataillon de Chasseurs Portés» (B.C.P.), motorisierte Infanteriebataillone, die zu den «Division Cuirassée» (D.C.R.), den gepanzerten Infanteriedivisionen, gehörten. Am 10. Mai waren die Fahrzeuge noch nicht bei den Verbänden angekommen. Diese waren immer noch mit ungepanzerten Halbketten ausgerüstet. Während des Monats wurden diese schnellstmöglich dem 5e BCP der 1re D.C.R. und dem 17e B.C.P. der 2nd D.C.R. zugeführt. Die 4e D.C.R. erhielt keine Fahrzeuge.

### VBCP 39L (VTT)
Die Entwicklung des VBCP endete nicht mit dem ersten Modell, es wurden Versuche unternommen, mehr Soldaten auf dem Schlepper selbst zu transportieren. So wurde der Aufbau derart umgebaut und vergrößert, dass es möglich wurde, hinten 8 Soldaten zu transportieren, zusätzlich zu den 2 Mann im vorderen Fahrzeugbereich. Die Seitenwände waren in die Höhe gezogen und auch die Fahrerkabine war höher, so dass Fahrer und Beifahrer senkrechter sitzen konnten und der Motor weiter nach vorne gesetzt werden konnte. Die Frontpanzerung verlief bei diesem Prototyp steil nach oben und war wieder als Ausstieg zweigeteilt. Das Modell sollte den VBCP 38L ab dem 241. Fahrzeug ablösen, der bereits erteilte Auftrag umfasste 200 Fahrzeuge.

### Tracteurs forestiers
Während des Krieges wurde die Fertigung von Lorraine nach Bagnères-de-Bigorre verlegt. Dort wurde eine Version des Schleppers mit der Bezeichnung «Tracteurs Lorraine 37L 44» mit nur zwei Rollenwagen und einem verkürzten Chassis gefertigt. Das Fahrzeug erhielt aus Gründen der Geheimhaltung die Bezeichnung «Tracteurs forestiers» (Waldschlepper). Die Panzerplatten für die Fahrzeuge wurden nicht montiert, doch diese wurden gut versteckt gelagert. Nach der Befreiung von der deutschen Besatzung des südöstlichen Frankreich wurden in der dortigen Lorraine-Fabrik, die Tracteurs forestiers in gepanzerte Schlepper, «Chenilletten blindées», umgebaut und an die Resistance (Maquis) und neue französische Verbände abgegeben.

### Casseur de Chars Lorraine
Nachdem in deutschen Archiven Fotografien gefunden wurden, welche einen TRC 37L mit fest montierter nach vorne feuernder Canon antichar 47 mm (französisches Äquivalent der deutschen 4,7-cm-Pak) zeigten, gab es die Vermutung, es handele sich um einen deutschen Panzerjäger-Umbau. Jedoch war es wohl ein französischer Truppenumbau in der Art des gerade eingeführten des Laffly W15 TCC. Möglicherweise wurde der Umbau für eine Erprobung sogar im Mai/Juni 1940 angeordnet.

## Einsatz
Die gepanzerten Lorraine 37L wurden an die beiden Panzer einsetzenden Waffengattungen in der französischen Armee ausgegeben, die Infanterie- und die Kavallerie-Truppen. Jedes der unabhängigen Panzerbataillone der Infanterie, ihre «Bataillon de Char de Combat» (B.C.C.), erhielt zwölf Lorraine-Schlepper. Jeweils vier in einem «Peloton de Reserve» (Versorgungszug) der drei Kompanien. Die B.C.C., die Teil von Panzerdivisionen waren und mit Char B1 oder B1 bis ausgerüstet waren, erhielten 27 TRC 37L. Jede der drei Kompanien des Bataillons hatte einen Versorgungszug mit sechs Schleppern und jeder der drei Züge einer Kompanie hatte einen weiteren, eigenen Schlepper. Die zusätzliche Schlepper waren erforderlich, da die schweren Panzer erhebliche Mengen an Kraftstoff benötigten und damit ihre Reichweite vergleichsweise gering war. Jeder Gruppe von drei Panzern folgte damit unmittelbar ein Fahrzeug mit Kraftstoff.
Als während der Schlacht um Frankreich neue, unabhängige Panzerkompanien aufgestellt wurden, erhielten diese eigene Lorraine-Schlepper. Bei Char B1 bis Einheiten eine höhere Zuteilung mit acht Fahrzeugen und sonstige Verbände die normale Zuteilung von vier Fahrzeugen. Die Bataillone, die mit den alten FT-17 ausgerüstet waren, wurden von dieser Regelung ausgenommen. Sie wurden weiterhin mit Lastkraftwagen versorgt. Auch in den Kolonien fanden die TRC 37L keine Verwendung. Allerdings wurde das 67e B.C.C., das mit Char D1 ausgerüstet war, mit TRC 37L ausgerüstet, als es im Juni 1940 von Tunesien nach Frankreich verlegt wurde. Bei Motorisierten Infanteriedivisionen fand der TRC 37L keine Verwendung.
Bei der Kavallerie hatte jeder Zug von zwölf Panzern drei Lorraine-Schlepper, wodurch die «Division légère mécanique» (D.L.M.) insgesamt 24 Schlepper hatte. Verbände mit AMR 35 oder Panhard 178 verwendeten Lastkraftwagen für den Nachschub, da die Schlepper als nicht schnell genug galten. Es gab einen Vorschlag dies zu beheben; indem ein stärkerer Motor eingebaut würde, der die Geschwindigkeit auf 50 km/h steigern sollte. Auch in den «Divisions légères de cavalerie» (D.L.C.) – leichten Kavalleriedivisionen – wurden keine TRC 37L eingesetzt.
In der Praxis fuhren die Versorgungsfahrzeuge hauptsächlich auf den Straßen und trafen sich mit den Panzern bei zuvor vereinbarten Positionen. Die eigentliche Betankung war ein relativ schneller Vorgang, da die Vulcano-Pumpe theoretisch 565 ltr in 15 Minuten fördern konnte. Für das vollständige Auftanken eines schweren Panzers waren demnach etwa 40 bis 60 Minuten erforderlich. Die Kraftstoffanhänger der Schlepper wurden wiederum von einem Kraftstoff-Lkw der Kompanie aufgefüllt, der 3600 ltr fasste. Dieser wiederum wurde vom Bataillon aufgefüllt, wo Laster mit 50-ltr-Fässern zum Einsatz kamen. Diese Versorgungsorganisation funktionierte auf der taktischen Ebene, doch bei strategischen Operationen war sie zu umständlich. Dort wo von den Panzern größere Entfernen gefahren werden mussten, wurden die Panzer faktisch von den Kraftstoff-Lkw aufgefüllt.
Als die Wehrmacht am 10. Mai 1940 den Angriff auf Frankreich begann, hatten die französischen Panzertruppen einen Bestand von 606 Lorraine 37L. Die Fertigungszahlen waren nicht ausreichend, um allen Verbänden die Sollzahl an Schleppern zur Verfügung zu stellen. Bei etwa einem Drittel der Truppen fehlten die Fahrzeuge noch. In diesen Tagen entschied das französische Hauptquartier, dass die Anzahl an TRC 37L beim 1e und 2e D.C.R. um die Hälfte aufzustocken wäre, da diese Panzerdivisionen als Reserven gegen den erwarteten deutschen Durchbruchsversuch in der Frontlücke bei Gembloux, südöstlich von Brüssel, vorgesehen war. Dabei bereitete die geringe Reichweite der Char B1 bis der französischen Führung Sorgen. Um ausreichend Schlepper zu haben, musste das 3e D.C.R., das sich noch in Ausstellung befand, seine 12 TRC 37L an das 1e D.C.R. abgeben.
Allerdings erfolgte der deutsche Durchbruch bei Sedan, anders als von der französischen Führung erwartet, und das 3e D.C.R. wurde losgeschickt, um die Deutschen aufzuhalten.
Unabhängig von den zahlreichen Kraftstoff-Schleppern des Verbandes wurde das 1e D.C.R. unglücklich am 15. Mai von der deutschen 7. Panzer-Division genau beim Auftanken angegriffen.
Während der Kämpfe erkannten die TRC 37L schnell, dass ihnen eine Verteidigungswaffe fehlte und so wurden einzelne Fahrzeuge mit improvisierten Maschinengewehrhalterungen versehen.

## Weitere Verwendung bei der Wehrmacht
Für die Wehrmacht war dieser Kettenschlepper eine wertvolle Ergänzung des eigenen Fahrzeugbestandes. Wenn auch unter den westeuropäischen Bedingungen die zahlreichen zivilen Pkw- und Lkw-Typen, die requiriert worden waren, noch als Zugfahrzeuge für leichte Geschütze funktioniert hatten, waren die neue Kriegsschauplätze in Südosteuropa und Nordafrika weniger für normale Radfahrzeuge geeignet.

### Einsatz bei der Wehrmacht
Das Fahrgestell des Lorraine-Schleppers war für Selbstfahrlafetten besonders geeignet, wie man bei Alkett fand, da der Motor bereits in der Mitte lag und ein Kampfraum für die Geschützbedienung hinter dem Motor und insbesondere dem aufgesetzten Geschütz untergebracht werden konnte.

#### 7,5-cm-Pak 40/1 auf Panzerjäger Lr.S. (f) / Marder I
Der hohe Bedarf an mobilen Panzerabwehrgeschützen bei der Wehrmacht, der sich aus der Entwicklung des Krieges an der „Ostfront“ und beim „Deutschen Afrika Korps“ ergab, führte dazu, dass viele französische Beutepanzerfahrzeuge zu Panzerjägern umgebaut wurden. So auch der Lorraine-Schlepper.

#### 10,5-cm-leFH 18/4 auf Gw Lr.S. (f)
Die deutsche Heeresleitung hatte aus Nordafrika die dringliche Forderung erhalten, das „Afrika Korps“ mit mobiler Artillerie zu versorgen. Die große Dynamik des Kriegsschauplatzes und die geografischen Anforderungen unterstrichen diese Forderung. Da typischerweise leichte Feldartillerie und schwere Feldartillerie zu den deutschen Divisionen gehörte, wurde als Ersatz für die gezogene leichte Feldhaubitze 18 ein Fahrzeug auf dem Lorraine-Schlepper entwickelt. Insgesamt wurden 24 Fahrzeuge gefertigt, wobei zwei unterschiedliche Serien produziert wurden, hierbei unterschied sich die Form des Aufbaus. Eine Besonderheit ist der große Erdsporn am Ende der Fahrzeuge, welche hinten deutlich über das Ende der Kette hinausragten. Dieser sollte beim Feuern den Wippeffekt verringern, welcher beim Schießen in größeren Winkelgruppen problematisch werden konnte.

#### 15-cm-sFH 13/1 (Sf) auf Gw Lr.S. (f)
Die erste Artillerieselbstfahrlafette, die auf dem Fahrgestell des Lorraine-Schleppers realisiert wurde, war eine schwere 15-cm-Feldhaubitze. Nach der Anforderung durch den General Erwin Rommel für das „Deutsche Afrika Korps“ befahl Hitler am 25. Mai 1942 die schnellstmögliche Lieferung von 30 dieser Fahrzeuge. Alle Ressourcen von Alkett wurden darauf angesetzt und im Juni 1942 waren diese fertiggestellt. Zwischen Juli und August lief der Transport auf dem Bahn- und Seeweg nach Nordafrika. Sieben Fahrzeuge gingen durch einen gegnerischen Angriff bereits auf dem Transport verloren. Der Rest erreichte Afrika und noch im Irak-Krieg wurde ein Fahrzeug von den US-amerikanischen Truppen im Irak gefunden. Durch die Außenstelle des Heereswaffenamtes in Paris, das Baukommando Becker, wurden danach weitere 72 Artillerie-Selbstfahrlafetten dieses Typs mit leichten Änderungen gebaut. Diese wurden der verstärkten Schnellen Brigade West, einem Kampfverband, der in Frankreich stationiert war, zugeteilt.

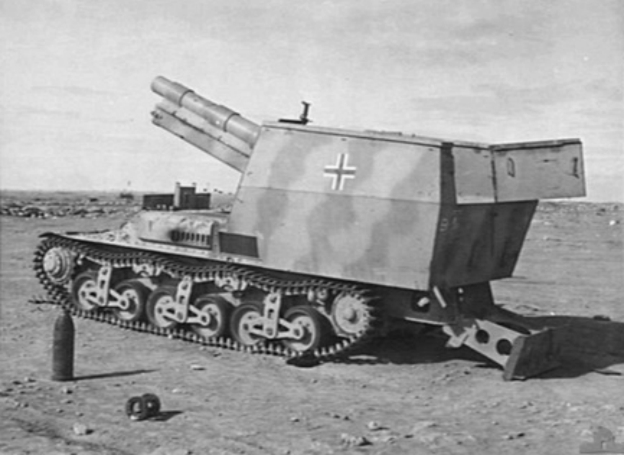
Fahrzeug in Feuerstellung.
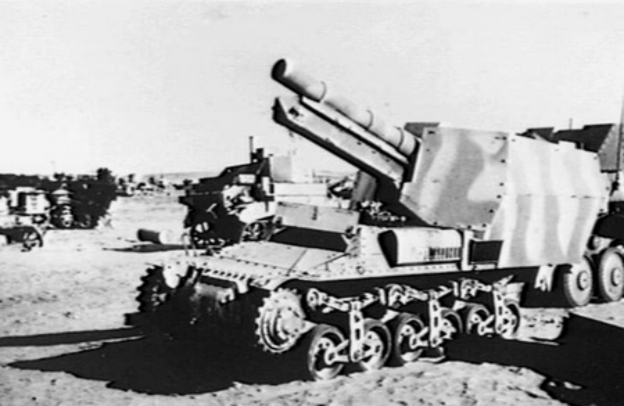
Fahrzeug mit Kettenschaden.
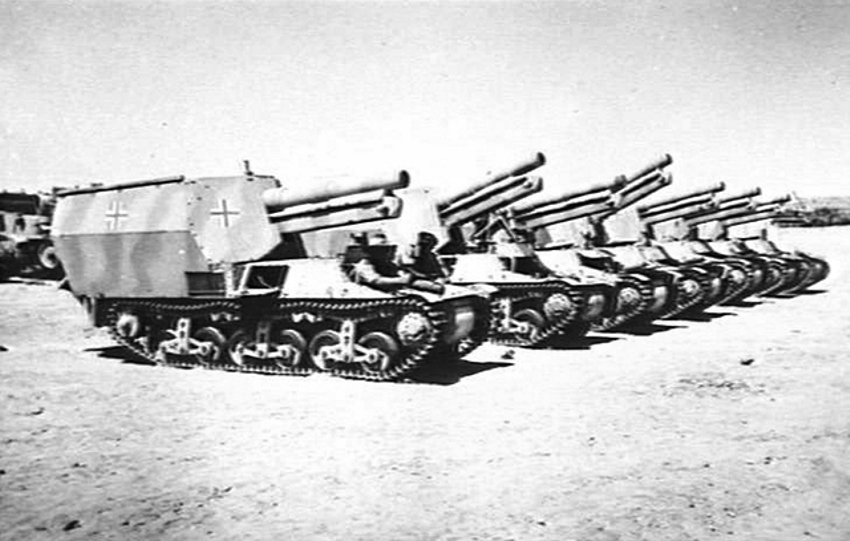
Beutefahrzeuge der Alliierten.
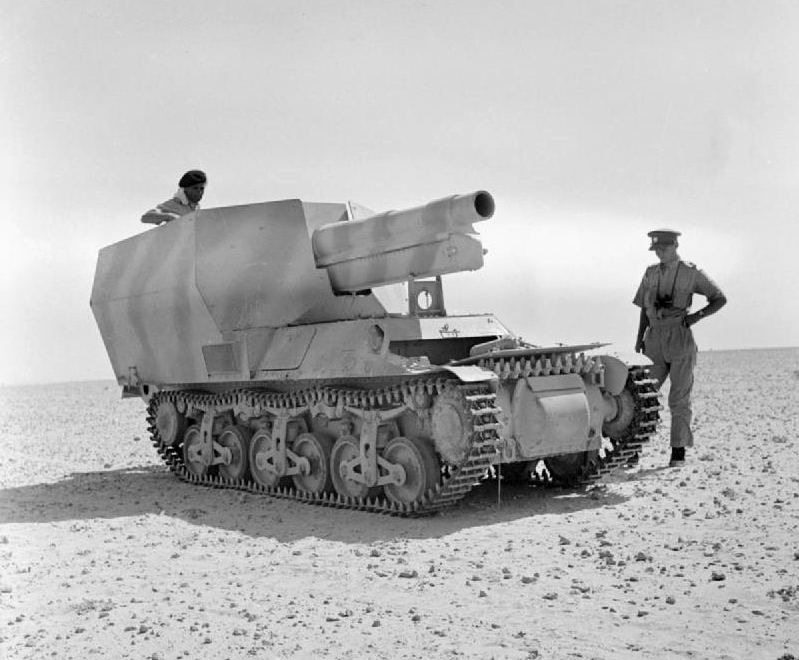
Aufgegebenes Einzelfahrzeug in der Wüste.

#### Großer Funk- und Beobachtungspanzer auf Lr.S. (f)
Die deutsche Wehrmacht nutzte für die Aufgabe des Vorgeschobenen Beobachters der Artillerie in den Panzerverbänden gepanzerte Fahrzeuge. Diese berichteten vom Gefechtsfeld und gaben Zielkoordinaten für die Artillerie durch. Auch diese Fahrzeuge waren bei der Wehrmacht nicht in ausreichender Stückzahl vorhanden, so dass das Baukommando Becker den Auftrag zur Fertigung von 30 dieser Fahrzeuge erhielt. Auf den normalen TRC 37L wurde ein oben offener Aufbau mit einem Aufbau mit stark abgeschrägter Panzerung gesetzt, der wie bei den deutschen Schützenpanzerwagen oben offen war. In der Ausrüstung entsprach das Fahrzeug etwa einem Sd.Kfz. 253, mit Scherenfernrohr und Funk.